# 上皮尔沙伊德
上皮尔沙伊德是德国莱茵兰-普法尔茨州的一个市镇。总面积10.53平方公里，总人口365人，其中男性177人，女性188人（2011年12月31日），人口密度35人/平方公里。